# Pristomerus hebraicator
Pristomerus hebraicator là một loài tò vò trong họ Ichneumonidae.